# Pelidnota crassipes
Pelidnota crassipes är en skalbaggsart som beskrevs av Ohaus 1905. Pelidnota crassipes ingår i släktet Pelidnota och familjen Rutelidae. Inga underarter finns listade i Catalogue of Life.